# Señor de los Milagros de Esquipulas de El Sauce
El Señor de los Milagros de Esquipulas de El Sauce, Señor de los Milagros de El Sauce o Cristo Negro de Esquipulas es una imagen de la crucifixión de Cristo, de culto católico, ubicada en la Iglesia de El Sauce, perteneciente a la Diócesis de León, Nicaragua.
Es una réplica del Cristo Negro de Esquipulas, ubicado en Esquipulas, Guatemala. El señor de los Milagros es un Cruxifixo de Vara e media muy bien acabado y perfeccionado, de color rojo oscuro, mide 42 centímetros, y tallado en madera.
Es muy venerado en Nicaragua. Su fiesta solemne es el tercer domingo de enero. Llegan a su Santuario peregrinos de todo el país y Centroamérica.

## Antecedentes de su llegada a El Sauce

### Señor de los Milagros de Esquipulas
Para 1594 fue enviado al poblado de Esquipulas un misionero a predicar el Evangelio de Jesucristo,  los indígenas de la región respondieron aceptando el cristianismo. En ese tiempo, era Obispo de Guatemala Fray Gómez Fernández de Córdoba y Santillán quien había sido obispo de Nicaragua y Costa Rica (1568 - 1574). Los indígenas pidieron al Obispo la construcción de un templo y una talla de un Señor Crucificado de su color -negro-. El vicario Fray Cristóbal de Morales siguiendo la petición de los recién convertidos mandó tallar un Cristo Crucificado con el escultor Quirio Cataño. Con la entrega del Cristo Crucificado el Obispo Fernández de Córdoba celebró el undécimo aniversario de su exaltación episcopal llevando en procesión al Cristo hasta Esquipulas. Fue colocado en una humilde capilla de paja el 9 de marzo de 1595.
Con el paso de los años los habitantes españoles y los indígenas conversos se olvidaron de la imagen del Cristo. Había sido dada a un señor español, éste la guardo en una bodega de su casa por algunos años. La crónica de Francisco Antonio de Fuentes y Guzmán, relata: 

Más que corriendo el tiempo largos días... resplandeció la casa de aquella estancia en tanto modo... corrieron acelerados en su socorro, pero llegados al sitio la hallaron tan ilesa que se volvieron a las suyas... por segunda vez sucedió este prodigio... en que advertido el dueño estuvo con más cuidado. Tercera vez resplandeció  con tan extraña y viva luminaria... que dueño... y muchos de sus vecinos... abriendo el aposento de Tanto huésped, vieron arder con resplandores esta divina zarza... el dueño de la hacienda no atreviéndose a tener en la estancia tal reliquia... la condujeron a Yzquipulas... hasta pasarla a la iglesia principal donde frecuentemente le está obrando (favores) en varias necesidades, de los más remotos (lugares) las solicitan.

La comunidad indígena impresionada por el milagro de la imagen bendita del Señor Moreno, procedieron a la reconstrucción y el arreglo de la humilde ermita; la imagen del Cristo fue nuevamente quién presidio las actividades religiosas de dicha comunidad de fieles conversos. A finales del siglo XVI se inició la construcción del actual templo del Señor de los Milagros de Esquipulas, al terminarse la construcción la imagen milagrosa fue trasladada en solemne procesión hasta su nueva morada.

## Señor de los Milagros de Esquipulas de El Sauce
Al pasar los límites de Guatemala los milagros obrados por la advocación del Señor de los Milagros; fue necesario la talla de otras imágenes copias del original con el fin de la peregrinación por Centroamérica. Una de las copias después de haber pasado por Jinotega,  era llevada de regreso a Guatemala. El demandante de la imagen Guadalupe Trejos se detuvo en el Valle del Guayabal -antiguo nombre de El Sauce- el 18 de octubre de 1723. En el centro del Valle había un árbol de Sauce y al pie de éste fue puesta la imagen junto a la construcción de un chinamo. La imagen fue venerada por la comunidad y los milagros obrados empezaron a ser contados por los nuevos devotos del Cristo. Siguiendo su camino hacia el norte -Honduras- se encontró con el río Aquespalapa crecido lo que le impidió el paso, esto le permitió permanecer otros días en el Valle de El Guayabal. En esos días Guadalupe Trejos se enfermó de paludismo y falleció. Los devotos del Cristo Moreno siguieron venerando la imagen y empezaron a llamarle El Señor Esquipulas del Sauce.
El Obispo de Guatemala envió por cinco años cartas de solicitud de respuesta, sobre el lugar de estancia del Cristo de Esquipulas. Al ser informado de lo que había pasado encomendó al sacerdote del lugar que expusiera la imagen a la veneración pública porque parecía ser la voluntad del Señor quedarse en El Sauce. Para 1750 un señor ganadero de Somotillo decidió dar la primera cantidad de dinero para la construcción de una morada digna del Cristo.
El señor de los Milagros es un Cruxifixo de Vara e media muy bien acabado y perfeccionado es de color rojo oscuro, mide cuarentidós centímetros.
En 1744 el Obispo de Nicaragua Isidro Marín de Bullón y Figueroa estando presionado por el Obispado de Guatemala para que fuera regresada la imagen del Cristo, respondió al obispado:

El Señor del Santuario de Esquipulas  hace veinte años que se lo apropió la señora  Trinidad de Albizú, la que celebra rezos y fiestas  los terceros domingos de enero, a los que concurren todos los habitantes del Valle del Guayabal. Nuestro Patrón y Señor es muy Milagroso.

El obispado de Guatemala no contento con la respuesta del Obispo de Nicaragua, envió en diferentes espacios de tiempo a tres encomenderos a llevar a Guatemala la imagen, cada uno murió repentinamente sin poder llevarse la imagen. El pueblo del Guayabal pensó que el Señor "se encontraba bien donde estaba, y agradecidos, se acogieron con más fe a su protección".

### Romerías a El Sauce

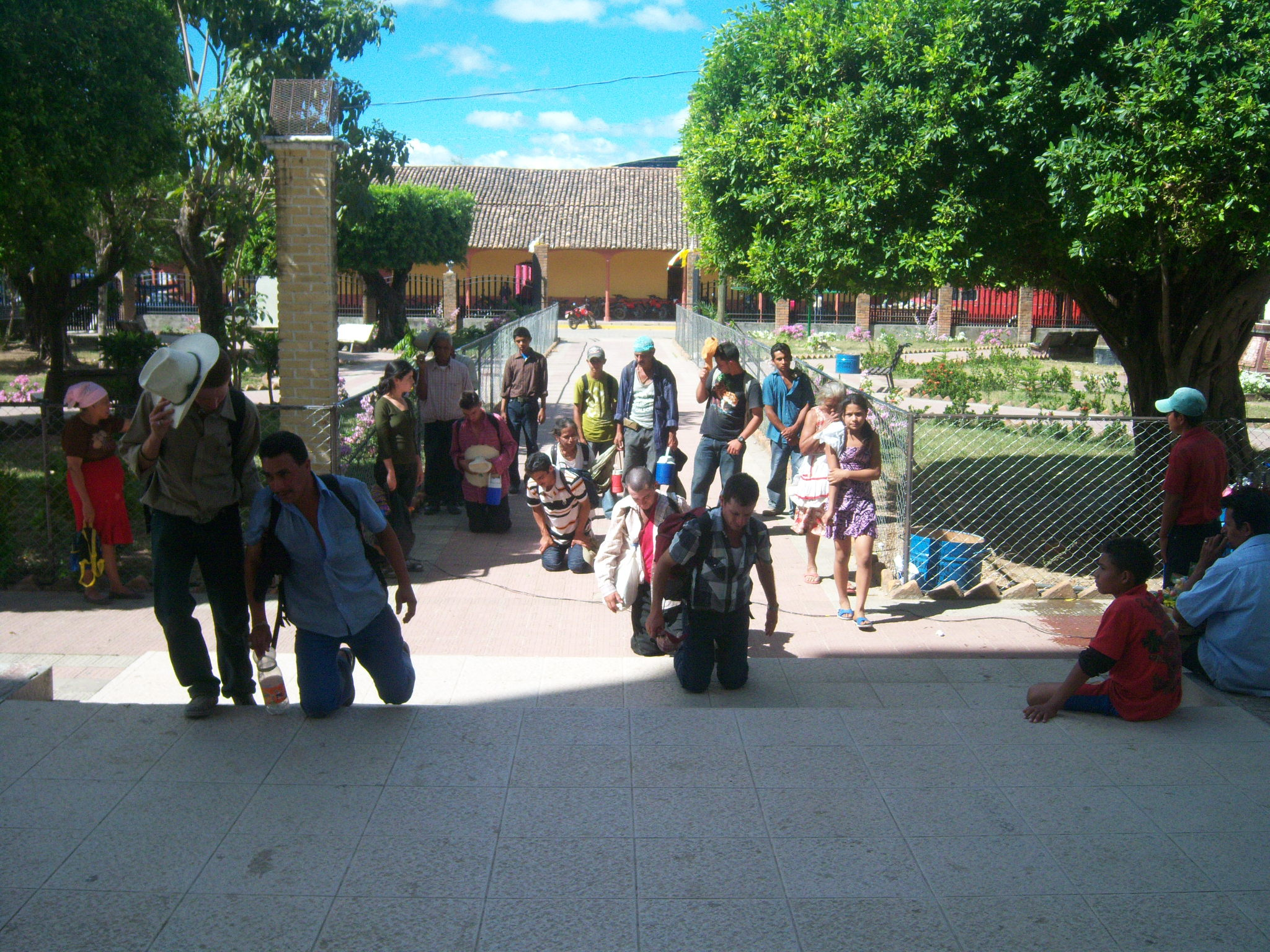
Promesantes entrando de rodillas al Santuario Nacional de Nuestro Señor de los Milagros de El Sauce, enero de 2010.

A principios del siglo XX las romerías se llevaban en sana tranquilidad. Los devotos llegaban a El Sauce montados a caballo, a pie, en bus o en carreta. Los promesantes llegaban al santuario desde el jueves anterior al tercer domingo de enero que es la fiesta principal del Señor de los Milagros. Llegaban romerías desde Honduras, Somotillo, Villa Nueva, y de todo el norte de Nicaragua. Todos se hospedaban en las aceras del santuario. Este tiempo de recogimiento era aprovechado por los comercios de todo el país para exponer sus productos, tradición que sigue hasta los días actuales. 
Los promesantes pueden acceder hasta la capilla del Señor de los Milagros, ya sea por cualquiera de las mangas diseñadas en la puerta lateral sur o a través de la manga que sigue por la entrada de la torre sur hasta el Cristo. Otros promesantes hacen la romería y entran hasta el presbiterio de rodillas, después de largos días caminando para llegar al santuario.